# Cristal
Cristal (рус. Кристалл) — торговая марка шампанского производителя Louis Roederer. Шампанское Cristal продаётся в хрустальной бутылке с плоским дном и в анти-ультрафиолетовой целлофановой обёртке с золотым ярлыком. Его высокая цена придаёт вину образ исключительности — вино является примером товара Веблена.

## История
Cristal был впервые создан в 1876 году для императора России Александра II и рассматривается многими как первое престижное кюве (фр. prestige cuvée). Политическая ситуация в России в то время была нестабильна, поэтому царь боялся покушений. Он приказал, чтобы бутылки шампанского для его банкета «Ужин трёх императоров» (англ. Three Emperors Dinner) были сделаны прозрачными, чтобы можно было наслаждаться пузырьками и золотистым цветом, а дно — плоским для предотвращения возможности спрятать взрывное устройство. Традиционная бутылка для шампанского имеет углубление на дне, так называемый «пунт», но Рёдерер обратился к фламандскому производителю стекла с просьбой создать бутылку шампанского с плоским дном из прозрачного свинцового стекла. Шампанское получило известность как «Cristal».
До 1945 года вино не продавалось. В середине 1990-х годов и в начале 2000-х годов бренд стал связан с рэп и хип-хоп культурой. Напиток стал частью имиджа некоторых артистов, «Crissy» упоминали в текстах песен, например, Raekwon, 50 Cent, Big Karlage, Biggie Smalls, Puff Daddy, Big L, Hollywood Undead, Yung Lean и Jay-Z. Персонаж Квентина Тарантино в фильме «Четыре комнаты» называл его лучшим шампанским на свете. Тупак Шакур создал коктейль под названием «Бандитская страсть» (англ. Thug Passion), который представляет собой смесь Alizé Gold Passion и Cristal. В 2006 управляющий директор фирмы Louis Roederer Фредерик Рузо упоминался в журнале The Economist в разделе «популярные бренды» вместе с хип-хоп артистами. Его комментарии были восприняты рэперами как негативные, и Jay-Z начал бойкот бренда.

## Производство
Первым выпуском красного Cristal был винтаж 1974 года. Состав: примерно равное сочетание Шардоне и Пино-нуар. Винтаж 2000 содержит 55 % Пино-нуар и 45 % Шардоне с досажем 10 г/л. Ежегодное производство шампанского составляет от 300 000 до
400 000 бутылок, а его стоимость — от 200 до 1500 долларов в зависимости от года урожая, типа вина и объёма бутылки. Встречаются и более дорогие экземпляры, например, «Cristal AOC, 2002, wooden box, 3 л.» по цене в ~1,6 млн рублей за бутылку (более 20 000 $).